# Gerbirgis

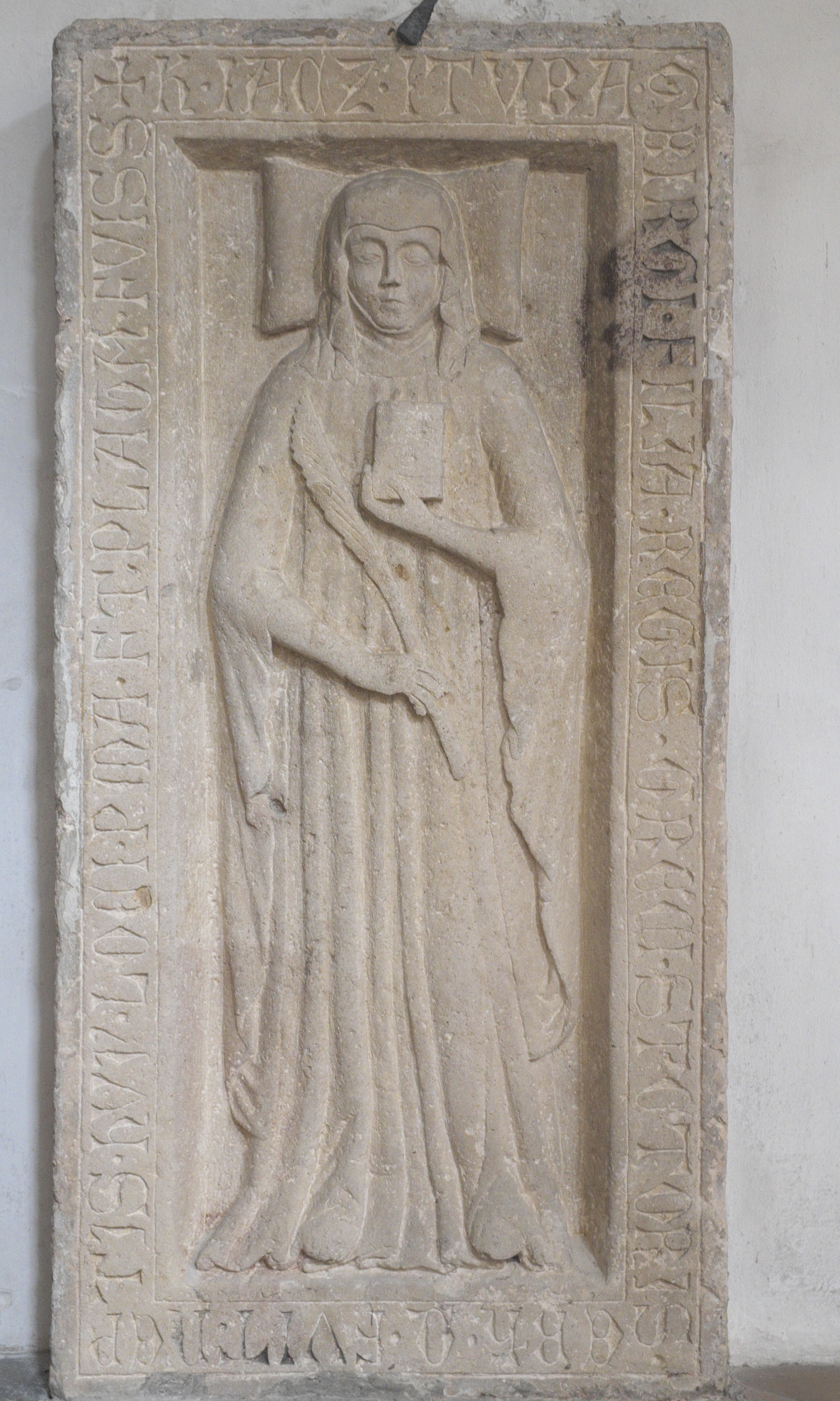
Grabplatte der Gerbirgis in der ehemaligen Klosterkirche Mariä Himmelfahrt

Gerbirgis († 1061) war die erste Äbtissin des Benediktinerinnenklosters in Geisenfeld, einer Stadt im oberbayerischen Landkreis Pfaffenhofen an der Ilm.
Sie war eine Verwandte der Klosterstifter Graf Eberhard von Ebersberg und seiner Frau Adelheidis. 
Die Grabplatte der Gerbirgis in der ehemaligen Klosterkirche Mariä Himmelfahrt ist mit einer kunstvollen Ritzzeichnung aus dem 14. Jahrhundert verziert.